# Сергеева, Надежда Викторовна
Надежда Викторовна Сергеева (род. 13 июня 1987, Кемерово) — российская легкоатлетка и бобслеистка. Участница зимних Олимпийских игр в Сочи и Пхёнчхане. Мастер спорта России международного класса по лёгкой атлетике. Мастер спорта России международного класса (бобслей, пилот). Четырёхкратная чемпионка России.
Является военнослужащей войск национальной гвардии Российской Федерации, имеет воинское звание «прапорщик».

## Биография
Родилась в Кемерово. Мать Татьяна Сергеева — врач-кардиолог, кандидат медицинских наук, работает в кемеровском кардиоцентре.
Занималась многоборьем под руководством заслуженного тренера России Анатолия Михайловича Канашевича. В 2009 году стала серебряным призёром чемпионата России по лёгкой атлетике в семиборье. В 2010 году перешла из лёгкой атлетики в бобслей.
С 2010 года по 2014 год обучалась в Омском ГУОР.
Тренеры — О. Г. Соколов, мастер спорта международного класса Д.
На этапах Кубка мира по бобслею дебютировала в 2011 году, заняла 10-е место. Лучший результат — 2-е место на этапе кубка Европы в Санкт-Морице. Серебряный призёр Первенства России среди юниоров в марте 2011 г., бронзовый призёр кубка России в октябре 2010 года.
Принимала участие в Олимпийских играх в Сочи 2014, Пхёнчхане 2018 и Пекине 2022. В Пхёнчане Сергеева и Анастасия Кочержова заняли 12-е место в соревнованиях двухместных экипажей. В Пекине заняла 9-е место в двойке (вместе с Юлией Беломестных) и 10-е место в монобобе.
Выпускница Московского педагогического государственного университета им. В. И. Ленина. В настоящее время[какое?] является аспирантом Сибирского государственного университета физической культуры и спорта (г. Омск).

## Дисквалификация
17 марта 2016 года стало известно, что допинг-проба «А» Надежды Сергеевой дала положительный результат на мельдоний, от вскрытия пробы «Б» она отказалась. В июне 2016 года Сергеева была оправдана Российским антидопинговым агентством, так как Всемирное антидопинговое агентство не просчитало точный срок вывода мельдония из организма.
В 2018 году в Пхёнчхане у Сергеевой в допинг-пробе был обнаружен запрещённый препарат триметазидин. Первая допинг-проба, взятая у Сергеевой 13 февраля была отрицательная, вторая, взятая 18 февраля, — положительная (очень низкая концентрация триметазидина). Возможно, запрещённое вещество содержалось в каплях для носа. Сергеева отказалась от вскрытия пробы B.
Спортивный арбитражный суд признал её виновной в нарушении антидопинговых правил и аннулировал её результаты на Олимпиаде-2018.
В октябре 2018 года в Спортивном арбитражном суде Сергеева доказала, что не знала, что принимает запрещённое вещество, так как на упаковке и в описании «Метионина», произведенном на фармацевтическом заводе компании «Озон» в Жигулёвске, наличие триметазидина не упоминалось. С этими доводами согласилась Международная федерация бобслея и скелетона, дело Сергеевой в Спортивном арбитражном суде было закрыто, и в зимнем сезоне 2018/2019 она выступала на соревнованиях без ограничений.
В конце декабря 2018 года Надежда Сергеева подала иск к ФМБА и производителю препарата «Метионин», который содержал триметадизин, входящий в запрещённый список WADA, и не указанный в инструкции к препарату. Глава ФМБА Владимир Уйба заявил, что производитель препарата на одной линии один месяц производил лекарство для обычных людей, другой месяц — разрешённое лекарство, и оборудование антидопинговой лаборатории уловило в разрешённом препарате микроскопический процент примеси запрещённого вещества, производившегося на этой же линии ранее. Хорошевский суд Москвы отклонил иск Сергеевой и её тренера Алексея Полонникова к ФМБА и фармацевтической компании «Озон» на 17 млн рублей компенсации, несмотря на то, что лекарство было выписано врачом ФМБА Анной Вычик и поступило для Сергеевой со склада ФМБА.